# Arctopsyche lobata
Arctopsyche lobata är en nattsländeart som beskrevs av Martynov 1930. Arctopsyche lobata ingår i släktet Arctopsyche och familjen ryssjenattsländor. Inga underarter finns listade i Catalogue of Life.